# ヴィクトル・ヨハンソン
ヴィクトル・トビアス・ヨハンソン（Viktor Tobias Johansson, 1998年9月14日 - ）は、スウェーデン・ストックホルム県ストックホルム出身のサッカー選手。EFLチャンピオンシップ・ロザラム・ユナイテッドFC所属。ポジションはGK。

## クラブ経歴
ハンマルビーIFなどのユースチームを経て、2014年7月にイギリスに渡りアストン・ヴィラFCと契約。2016年にU-23ユースチームに昇格し、同ユースリーグの先発に定着。2018年2月に5部リーグのアルフレトン・タウンFCへのローン移籍が決定。プロデビューを果たし、9試合に出場した。
2018年8月3日、レスター・シティFCと2年契約を締結。2年間ユースリーグで先発GKに定着するも、トップチーム昇格までには至らなかった。
2020年9月2日、ロザラム・ユナイテッドFCと2年契約を締結した。

## 代表歴
2013年から6年間、ユース世代のスウェーデン代表でプレーした。